# Geschichte der russischen Philosophie (Jakowenko)
Geschichte der russischen Philosophie (tschechisch Dějiny ruské filosofie; russisch История русской философии / Istorija russkoi filossofii, wiss. Transliteration Istorija russkoj filosofii) ist ein russisches  philosophiegeschichtliches Werk von Boris Walentinowitsch Jakowenko, das zuerst auf Tschechisch 1938 in Prag erschien.

## Kurzeinführung
Das Buch des russischen Denkers Boris Walentinowitsch Jakowenko (1884–1949) ist sein größtes philosophisches Werk. Der Verfasser gehörte zunächst zu den Vertretern der dritten Generation des russischen Neukantianismus.
Das Werk liefert einen Überblick über das russische philosophische Denken vom 18. Jahrhundert bis in das 1. Drittel des 20. Jahrhunderts. Als originelle, verallgemeinernde historisch-philosophische Studie ist es mit den gleichnamigen Werken von W. W. Senkiwskyj (1948–1950) und N. O. Losski (1951) vergleichbar. Unter ständiger Bezugnahme auf Primärquellen bemüht sich der Autor im Interesse der Genauigkeit und Objektivität, das Wesentliche der Materie mit den Worten der Denker selbst zu vermitteln. Das 1938 erschienene, sich an einen breiten Leserkreis richtende Buch blieb in der Sowjetunion für viele Jahre lang so gut wie unbekannt und wurde erst in jüngerer Zeit auch dem russischen Leser zugänglich gemacht.
Jakowenko betrachtet die Philosophie als eng mit der Religion und der Wissenschaft sowie mit dem Leben im Allgemeinen verbunden (in ungefährer deutscher Übersetzung):

„Gleichzeitig ist die Philosophie eng mit der Religion und der Wissenschaft sowie mit dem Leben im Allgemeinen verbunden, denn im Leben und in den beiden großen Kulturbereichen, die aus ihm hervorgehen - Religion und Wissenschaft -, entdeckt das philosophische Denken die Tiefe der Erfahrung, die die Philosophie immer wieder neu nährt.“

Auch noch viele Jahre nach seinem Ersterscheinen gilt das Werk als wichtiges Referenzwerk.

## Inhalt
Das Werk ist folgendermaßen untergliedert:
- Kapitel 1: Die ersten Schritte des russischen Denkens
- Kapitel 2: Der philosophische Journalismus in seiner Blütezeit – Westernismus
- Kapitel 3: Die Blütezeit des philosophischen Journalismus – Slawophile
- Kapitel 4: Die kurze Periode der materialistischen Bewegung – N. G. Tschernyschewski und M. A. Bakunin
- Kapitel 5: Die positivistische Doktrin – P. L. Lawrow und N. K. Michailowski
- Kapitel 6: Selbstbehauptung des russischen philosophischen Denkens
- Kapitel 7: Andere Strömungen und Denker der gleichen Zeit
- Kapitel 8: Letzte Periode des 19. Jahrhunderts
- Kapitel 9: Die neue Blütezeit der russischen Philosophie in den ersten beiden Jahrzehnten des 20. Jahrhunderts
- Kapitel 10: Nach der Revolution
- Ergänzungen zu den Kapiteln 7–10
- Schlussfolgerung